# Докозан

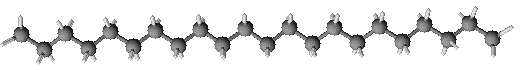
Докозан

Докозан CH3(CH2)20CH3 — ациклічний, насичений вуглеводень нормальної будови.

## Фізичні властивості
Температура плавлення 44,4 °C;
Температура кипіння 368,6 °C;
Показник заломлення n20
D 1,4455
Тиск пари (в мм рт.ст.): 1 (169 °C); 10 (217 °C); 40 (254 °C); 100 (283 °C); 400 (338 °C);
у воді не розчиняється.

## Знаходження в природі
Ідентифіковано в природі: у складі ефірної олії жасмину лікарського (лат. Jasminum officinale L.).

## Ізомерія
За його формулою C22H46 теоретично можливо 2 278 658 ізомерів з таким числом атомів.